# Joaquim Martins Vieira
Dr. Joaquim Martins Vieira (Além Paraíba, 31 de janeiro de 1887 - Belo Horizonte, 31 de agosto de 1966) foi um médico brasileiro, otorrinolaringologista do Estado de Minas Gerais. Foi o quinto filho do casal Dr Manoel Martins Vieira e D. Ernestina Martins Vieira.
O curso primário foi feito em sua cidade natal e, posteriormente, em Juiz de Fora, com professores particulares, como era normal na época. O curso ginasial foi realizado em Barbacena (MG). Seguiu depois para o Rio de Janeiro onde se preparou para ingressar na Faculdade Nacional de Medicina. Em 1910 foi diplomado em medicina, após defender tese de doutorado naquela faculdade, hoje integrante da Universidade Federal do Rio de Janeiro.

## Vida profissional
Depois de clinicar por alguns anos na cidade de Sales de Oliveira, no interior do Estado de São Paulo, partiu em viagem de estudos para a Europa, fixando-se em Paris, com o objetivo de aperfeiçoar-se no maior centro de medicina do mundo, à época. Regressando ao Brasil, em 1914 e após seu casamento, em janeiro de 1917, foi clinicar novamente no interior de São Paulo, mais precisamente na cidade de Cravinhos, onde permaneceu até 1920.
Por motivo de enfermidade de pessoa da família, viu-se obrigado a voltar para a cidade do Rio de Janeiro, onde reiniciou suas atividades profissionais, sempre com o pensamento voltado para a Capital de Minas Gerais, pois Belo Horizonte já era, naquela oportunidade, sua grande meta.
Em 1922 foi convidado pelo Prof. Renato Machado, então catedrático da Clínica de Otorrinolaringologia da Faculdade de Medicina de Belo Horizonte, para transferir-se para a Capital mineira, passando a ser seu assistente; sentiu que era chegado o momento para concretizar seu almejado desejo. Com esposa e dois filhos, mudou-se para a capital mineira onde imediatamente iniciou sua clinica especializada.
Estudioso e profundamente dedicado à sua profissão, logo conseguiu sucesso na cidade de seus sonhos. Autor de vários trabalhos de sua especialidade, entre os quais destacam-se: "Da Sinusite maxilar e seu tratamento"; "Processos de Amigdalectomia - Amigdalectomia Exangue" e "Estudo Clínico Especializado da Vertigem - Suas Causas e Tratamento", jamais se descuidou de sua clínica de ouvidos, nariz e garganta. 
Convidado pela Diretoria do Hospital São Vicente de Paula (hoje incorporado ao Hospital das Clínicas da Universidade Federal de Minas Gerais), aceitou a incumbência de formar uma clínica de indigentes e a ela ofereceu o melhor de seus esforços. Por anos dedicou-se de corpo e alma a atender todos com carinho e capacidade, granjeando ainda mais o respeito , estima e consideração de seus clientes e colegas.

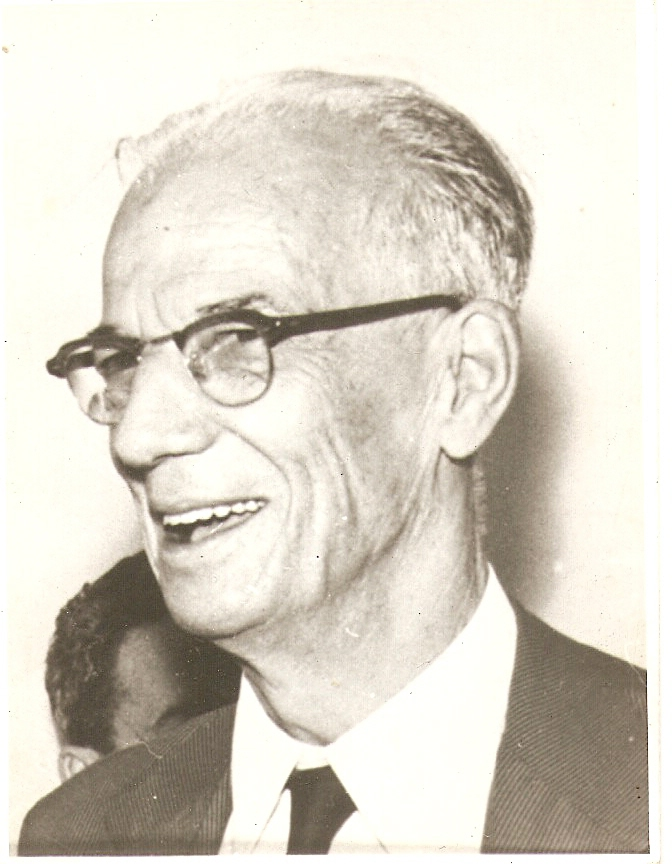
Dr. Joaquim Martins Vieira (Quincas)

Durante mais de 30 anos exerceu com afinco e desvelo, como era de seu costume, o cargo de médico especialista do Centro de Saúde da Capital mineira, subordinado ao Departamento de Saúde que pertencia naquela época, à Secretaria de Educação, mais tarde passando a fazer parte da Secretaria de Estado da Saúde.
Aposentando-se, foi alvo de expressiva homenagem de seus superiores, colegas e demais servidores do Centro, sendo, o Prof. J. Martins Vieira, como era conhecido, proclamado pelo orador oficial "como exemplo para o funcionalismo público mineiro pela probidade, proficiência e zelo no exercício de suas funções".
Durante largos anos, teve consultório médico junto com o irmão, Dr Humberto Martins Vieira - oftalmologista - e seus colegas e amigos, professores J. Mello Teixeira, Zoroastro Passos, Olympio Orsini e outros.
Também exerceu a Cátedra na Faculdade de Medicina, hoje integrande da Universidade Federal de Minas Gerais. Como professor da cadeira de otorrinolaringologia, deixou nas turmas para as quais lecionou a marca de seu conhecimento e da convivência correta e amena, tornando-se amigo de todos os seus alunos.

## Atividades sociais
Como atividade fora de sua profissão de médico atuante, colaborou com o amigo Clemente Faria na consolidação do Banco da Lavoura de Minas Gerais, hoje Banco Real, integrando, durante vários anos, até seu falecimento, o seu conselho diretor.
Também dedicou-se com afinco às atividades sociais e esportivas de Belo Horizonte, tendo sido um dos fundadores do então Clube Central, hoje o Automóvel Clube de Minas Gerais, assim como integrou o grupo de fundadores do Minas Tênis Clube. Em ambos, pelo seu acendrado espírito associativo, aliado ao seu cavalheirismo nato, ocupou os mais elevados cargos em suas diretorias, por diversas vezes e por muitos anos.
Quando ainda no efetivo exercício da medicina, mas colaborando sempre pelo progresso cultural da juventude mineira, aceitou sua nomeação para Inspetor Federal de Ensino, sendo designado para exercer suas atividades junto à tradicional Escola Dom Bosco, dirigida pelos padres salesianos, com sede em Cachoeira do Campo.

## A família
Casado com Gabriela Botelho Martins Vieira (D. Gabi), falecida em janeiro de 1983, deixou quatro filhos, todos então residentes em Belo Horizonte: Manoel Luiz Botelho Martins Vieira, médico, casado com Déa Penna Martins Vieira; Ewaldo Martins Vieira, dentista, casado com Zélia Versiani de Castro Martins Vieira; Orlando Martins Vieira, engenheiro, casado com Marília Becker Martins Vieira e Gabriela Martins Vieira de Carvalho, funcionária pública federal, casada com Gabriel Pascoal de Carvalho.
O Prof. Joaquim Martins Vieira teve oito irmãos, dos quais, um, Dr Humberto, também residia em BH. Os demais, Múcio, Manoel, Maria Genoveva, Tita, Landulfo, Ernesto e Sílvia residiam fora de Belo Horizonte. 
Quando de seu falecimento, deixou 17 netos e  18 bisnetos.
Faleceu cercado do carinho e atenção de seus familiares e amigos, no dia 31 de agosto de 1966, depois de cumprir seu destino e dedicar o melhor de sua vida aos seus semelhantes, familiares, amigos e ao progresso da cidade que amou e que o acolheu.